# Botanische tuin van Portoviejo

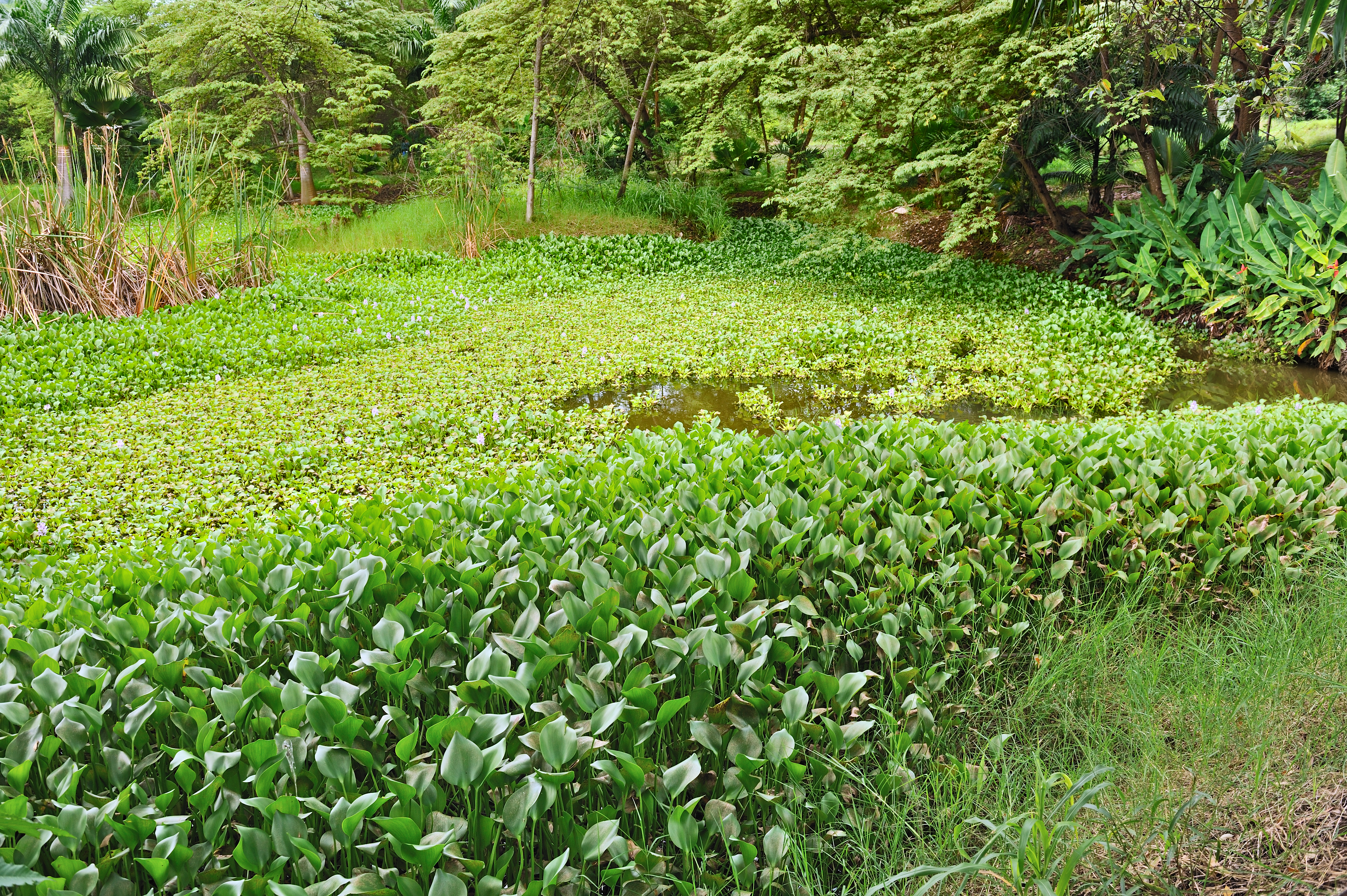
Waterhyacint

De Botanische tuin van Portoviejo is eigendom van de technische universiteit van de Ecuadoraanse provincie Manabí en is ontstaan in 1991 als initiatief van studenten van de landbouwfaculteit. Het initiatief werd in 1992 door de faculteit overgenomen dankzij ingenieur Jhonny Muente Mora.
In de jaren hierna groeide het park, mede dankzij afstudeerprojecten, uit tot een volwaardige botanische tuin van 40 hectare, met onder andere een kwekerij, een stuk met exotische bomen, diverse palmen, Cactaceae, een tropisch regenwoud, dierenopvang en een camping.